# HD 209335
HD 209335，又名CD-3018975，SAO 213502、HR 8398，是一颗恒星，视星等为7.1，位于銀經18.43，銀緯-53.16，其B1900.0坐标为赤經21h 57m 30.1s，赤緯-30° -53.16′ 12″。